# 茨木市立天王小学校
茨木市立天王小学校（いばらきしりつてんのうしょうがっこう）は、大阪府茨木市にある公立小学校。

## 沿革
- 1973年4月1日- 茨木市・摂津市学校組合立三宅小学校のうち、茨木市側の校区が分離して開校。
- 1973年7月17日 - プール完成
- 1973年11月19日 - 体育館完成
- 1974年6月20日 - 校歌制定
- 1978年4月1日 - 養護学級ひまわりを設置
- 1982年4月1日 - 茨木市立東奈良小学校を分離
- 2004年4月1日 - 児童数増加に伴い、宇野辺および東宇野辺町を茨木市立穂積小学校の校区に分離編入。

## 学区
- 大阪府茨木市 天王1丁目・2丁目、大正町、丑寅1・2丁目、蔵垣内1～3丁目、沢良宜西1～4丁目

卒業生は基本的に茨木市立天王中学校へ進学する。

## 交通アクセス
阪急電鉄京都線・大阪モノレール 南茨木駅下車徒歩約5分。